# Nieuwe Toren (Kampen)

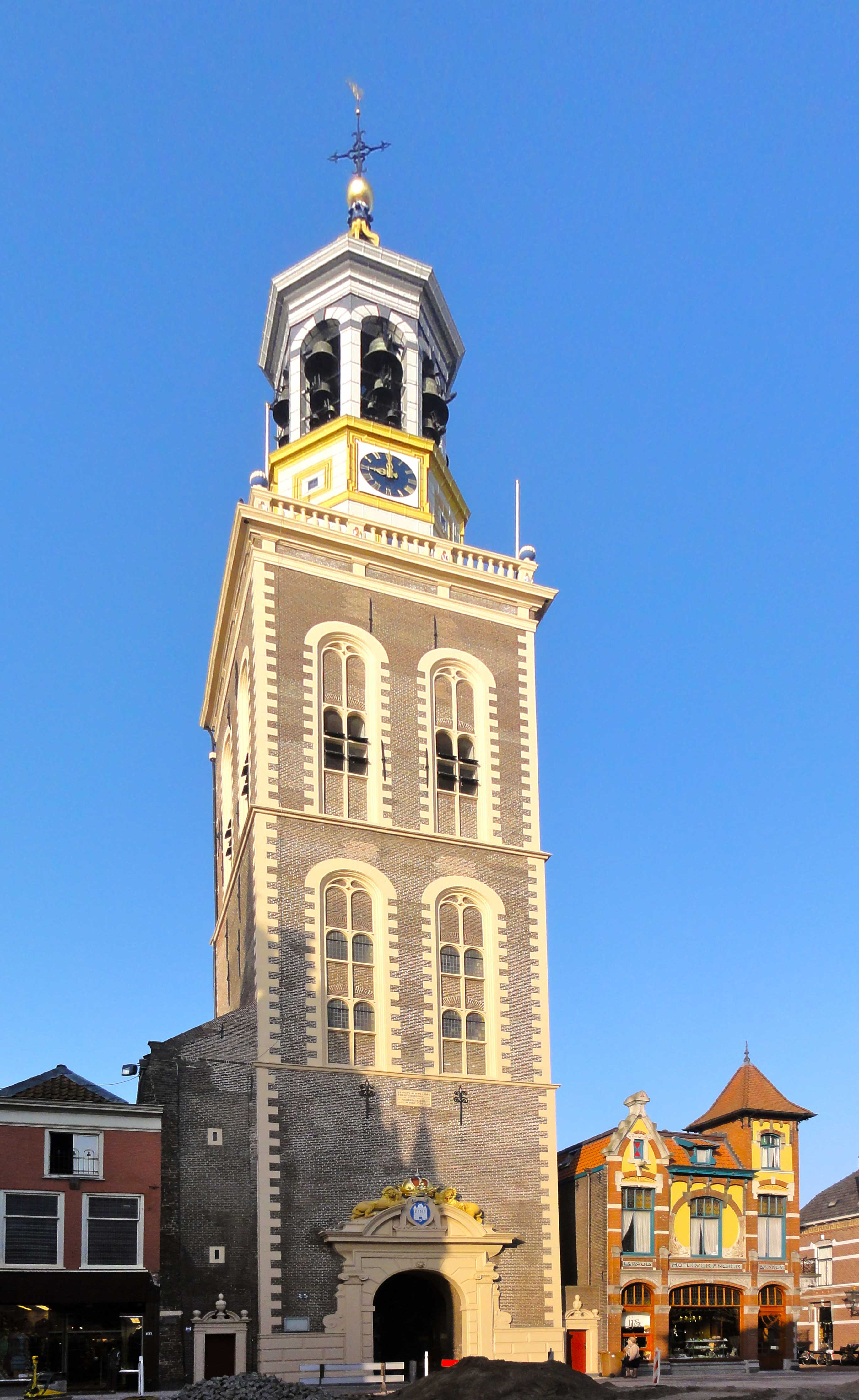
Nieuwe Toren en 2012

El Nieuwe Toren (traducible al español como Torre Nueva) es un campanario que se encuentra en la ciudad holandesa de Kampen. Este campanario se construyó entre 1649 y 1654, en parte según un diseño del arquitecto holandés Philips Vingboons. El diseño de la linterna fue realizado por Vingboons, presuntamente destinado originalmente al ayuntamiento, ahora el Palacio Real de Ámsterdam. El trabajo de construcción pasó por muchos contratiempos, incluso el trabajo se detuvo durante el período 1655-1660. Declarado monumento nacional holandés (Rijksmonument) en 1972.
En la edificación, de 65 metros de alto, hay un grupo de 48 campanas, construidas por François Hermony en el siglo XVII. Debido a los daños causados por una plaga de escarabajos, la estructura que alberga las campanas fue restaurada entre 2008 y 2011. Las campanas suenan pocas veces a la semana.